# باسيل كولير
باسيل كولير (بالإنجليزية: Basil Collier)‏ (29 يونيو 1908 في المملكة المتحدة - 1983)؛ كاتِب ومؤلِّف وروائي بريطاني.